# Liste des partis politiques en Bolivie
Les partis politiques de la Bolivie constituent l'ensemble des organisations politiques qui participent aux exercices électoraux boliviens, que ce soit au niveau municipal, régional, départemental ou central. 
Le système politique de la Bolivie se caractérise par une multiplicité des partis qui couvrent l'ensemble du spectre politique, de la gauche à la droite en passant par le centre. Il est fréquent que les partis politiques boliviens, à l'approche d'élections, décident de s'allier et de former des coalitions afin d'augmenter leur pouvoir d'attraction auprès de la population. Les partis politiques boliviens sont pour la plupart récents, rares sont ceux qui sont établis depuis plusieurs décennies. 
La Constitution politique de 2009 prévoit que les candidats à des charges électives doivent provenir d'organisations indigènes, de groupements citoyens ou de partis politiques. Toutes ces organisations politiques doivent élire leurs dirigeants et leurs candidats selon un processus démocratique interne qui est supervisé par l'Organe électoral plurinational et qui garantit l'égalité de participation des hommes et des femmes.

## Histoire

### Révolution de 1952
Les partis politiques qui gouvernent le pays à partir de la Révolution nationale de 1952 sont le MNR, l'ADN, la FSB et le MIR, pour nommer que les plus importants. Leurs mandats sont toutefois fréquemment interrompus par des coups d'État militaires.

### 21e siècle
À partir de 2002, il s'amorce une modification du paysage politique bolivien, plusieurs nouveaux partis émergent et viennent modifier l'alternance continue des partis politiques traditionnels qui a lieu depuis 1985. La gauche était dès lors représentée par le Mouvement vers le socialisme (MAS), le Mouvement sans peur (MSM) représentait le centre-gauche, l'Unité nationale (UN) et Pouvoir démocratique social (Pouvons) représentaient le centre-droit, le Plan progrès pour la Bolivie - Convergence nationale (PPB-CN) représentaient la droite et le centre-droit alors que le traditionnel parti Mouvement nationaliste révolutionnaire (MNR) représentait la droite. 
La composition de l'actuel système politique bolivien est récent en raison de la perte de crédibilité et de l'usure dont ont souffert, au début du 21e siècle, les partis politiques ayant gouverné le pays depuis la Révolution de 1952, ceux-ci ont pratiquement tous disparus. Certains d'entre eux (MNR, ADN, PDC) sont toutefois réapparus au début des années 2010.
À partir du début des années 2000, le MAS commence à bénéficier de plus en plus de soutien populaire, bien que certains groupes d'opposition demeuraient pour les électeurs davantage  à droite. À titre d'exemple, le principal contrepoids aux élections générales de 2009 a été Plan progrès pour la Bolivie - Convergence nationale (PPB-CN) et en 2014, l'Unité démocrate (UD), une union entre le Mouvement démocrate social (MDS) et l'Unité nationale (UN).
En 2020, la principale force politique du pays demeure toujours le MAS dirigé par l'ex-président Evo Morales et le président actuel Luis Arce. Le parti de droite MDS, dirigé par le gouverneur de Santa Cruz, Rubén Costas constitue l'une des principales forces d'opposition[réf. nécessaire]. 

## Liste

### Partis actuellement inscrits
Les suivants sont les partis actuellement inscrits et reconnus selon le Tribunal suprême électoral :
- Action démocratique nationaliste (ADN)
- Front d'unité nationale (UN)
- Front révolutionnaire de gauche (FRI)
- Mouvement vers le socialisme (MAS)
- Mouvement démocrate social (MDS)
- Mouvement nationaliste révolutionnaire (MNR)
- Parti démocrate-chrétien (PDC)
- Unité civique de solidarité (UCS)
- Souveraineté et liberté pour la Bolivie (SOL.BO)
- Front pour la victoire (FPV)
- Parti d'action nationale de Bolivie (PAN-BOL)
- Communauté civique (CC)
- Nous croyons (Creemos)
- Ensemble (Juntos)
- Mouvement Troisième système (MTS)

### Partis notables
Le tableau suivant présente les principaux partis politiques qui ont marqué le paysage politique bolivien au fil du temps. 
| Principaux partis politiques                         |         |                                              |
| Nom                                                  | Sigle   | Fondateur                                    |
| 19e siècle et première moitié du XXe siècle          |         |                                              |
| Parti conservateur                                   | PC      | Aniceto Arce, Mariano Baptista               |
| Parti libéral                                        | PL      | Eliodoro Camacho                             |
| Parti démocrate                                      | PD      | Gregorio Pacheco Lois                        |
| Parti nationaliste                                   | PN      | Hernando Siles Reyes                         |
| Parti républicain                                    | PR      | Bautista Saavedra Mallea                     |
| Parti républicain authentique                        | PRG     | Daniel Salamanque Urey                       |
| Parti de l'union républicaine socialiste             | PURS    | Enrique Hertzog Garaizabal                   |
| Deuxième moitié du XXe siècle                        |         |                                              |
| Mouvement nationaliste révolutionnaire               | MNR     | Víctor Paz Estenssoro                        |
| Phalange socialiste bolivienne                       | FSB     | Oscar Unzaga de la Vega                      |
| Front de la révolution bolivienne                    | FRB     | René Barrientos Ortuño                       |
| Parti socialiste-1                                   | PS-1    | Marcelo Quiroga Santa Cruz                   |
| Unité démocratique et populaire                      | UDP     | Hernán Siles Zuazo                           |
| Action démocratique nationaliste                     | ADN     | Hugo Banzer Suárez                           |
| Mouvement de la gauche révolutionnaire               | MIR     | Jaime Paz Zamora                             |
| Première moitié du XXIe siècle (actuel)              |         |                                              |
| Mouvement vers le socialisme                         | MAS     | Evo Morales Ayma                             |
| Pouvoir démocratique social                          | PODEMOS | Pablo Mauricio Ipiña Nagel                   |
| Plan Progrès pour la Bolivie - Convergence nationale | PPB-CN  | José Luis Murs, Luis Alberto Serrate Middagh |
| Unité nationale                                      | UN      | Samuel Doria Medina                          |
| Alliance sociale                                     | AS      | René Joaquino Cabrera                        |
| Mouvement démocrate social                           | MDS     | Rubén Costas Aguilera                        |

## Autres partis politiques
D'autres partis politiques et coalitions ont constitué à degrés divers des forces d'opposition au pouvoir en place. Ils ont pour la plupart une influence marginale ou régionale.
- Parti révolutionnaire authentique (1960-1980, centre-droit)
- Union démocratique et populaire (1977-1985, coalition, gauche)
- Mouvement nationaliste révolutionnaire–Alliance (1979-1980, coalition, centre)
- Movimiento Indígena Popular (2000-2005, gauche)
- Communauté civique (depuis 2019, coalition, centre)
- Creemos (depuis 2020, coalition, droite)